# Национальный день памяти Варшавского восстания
Национальный день памяти Варшавского восстания (пол. Narodowy Dzień Pamięci Powstania Warszawskiego) — польский государственный праздник, отмечаемый ежегодно 1 августа с 2010 года. Не является нерабочим днём.

## Значение
Праздник установлен в память о жертвах и участниках Варшавского восстания, которое началось 1 августа 1944 года в Варшаве. Однако из-за того, что официально приказ о начале восстания был отдан около шести часов вечера 31 июля 1944 года, официальные чествования каждый год начинаются именно вечером 31 июля.

## История
Памятная дата была установлена Польским Сеймом в соответствии с законом Об учреждении Национального дня памяти Варшавского восстания, который был принят по инициативе польского Президента Леха Качинского. За введение праздника проголосовали 397 депутатов, 1 был против и 6 воздержалось. Польский Сенат принял Закон без поправок 5 ноября 2009 года. Закон об установлении праздника был опубликован 7 декабря 2009 года.
В преамбуле к закону говорится:

«В память о героях Варшавского восстания — тех, которые, защищая существование государства, с оружием в руках боролись за освобождение Столицы, стремились воссоздать институты независимого Польского государства, выступили против немецкой оккупации и призрака советского рабства, угрожающего следующим поколениям поляков».

В ноябре 2024 года в польский Сейм поступила петиция о придании празднику статуса государственного выходного. Комиссия по петициям Сейма поддержала предложение и направила в Министерство семьи, труда и социальной политики соответствующий дезидерат, однако принятие решения застопорилось, из-за высказанных опасений по поводу дополнительной нагрузки на экономику страны, которую может повлечь за собой дополнительный выходной день.